# حسن لطفی
حسن لطفی  نماینده سابق مردم شهرستانهای رزن و درگزین، در دهمین و یازدهمین دوره مجلس شورای اسلامی بود.

## نماینده رزن در مجلس دهم
حسن لطفی در دهمین دوره انتخابات مجلس شورای اسلامی، در لیست ائتلاف فراگیر اصلاح طلبان: گام دوم در رزن حضور داشت و توانست در مرحله دوم انتخابات با کسب ۲۵٬۹۹۷ رأی از مجموع ۴۸٬۹۳۴ رأی مأخوذه صحیح، در رتبۀ اول رزن، وارد مجلس دهم شود.